# 1744
1744 (MDCCXLIV) byl rok, který dle gregoriánského kalendáře započal středou.

## Události
- Vznik Prvního Saúdského státu

### Probíhající události
- 1739–1748 – Válka o Jenkinsovo ucho
- 1740–1748 – Války o rakouské dědictví

## Narození

### Česko
- 12. dubna - Karel Rafael Ungar, knihovník a historik († 14. července 1807)
- 14. dubna – Jan Nepomuk Kaňka starší, právník a hudební skladatel († 30. března 1798)
- 17. dubna – Jan Václav Prchal, český pozdně barokní sochař († 16. října 1811)
- 18. června – Vincenc Josef Schrattenbach, brněnský biskup († 25. května 1816)
- 20. července – Václav Eliáš Lenhart, lesník a odborný spisovatel († 1. května 1806)
- 12. prosince – Quido Benedict Rochepine, vojenský inženýr v Brně
- ? – Antonín Belcredi, moravský šlechtic italského původu († 1812)
- ? – Josef Bárta, skladatel († 13. června 1787)

### Svět

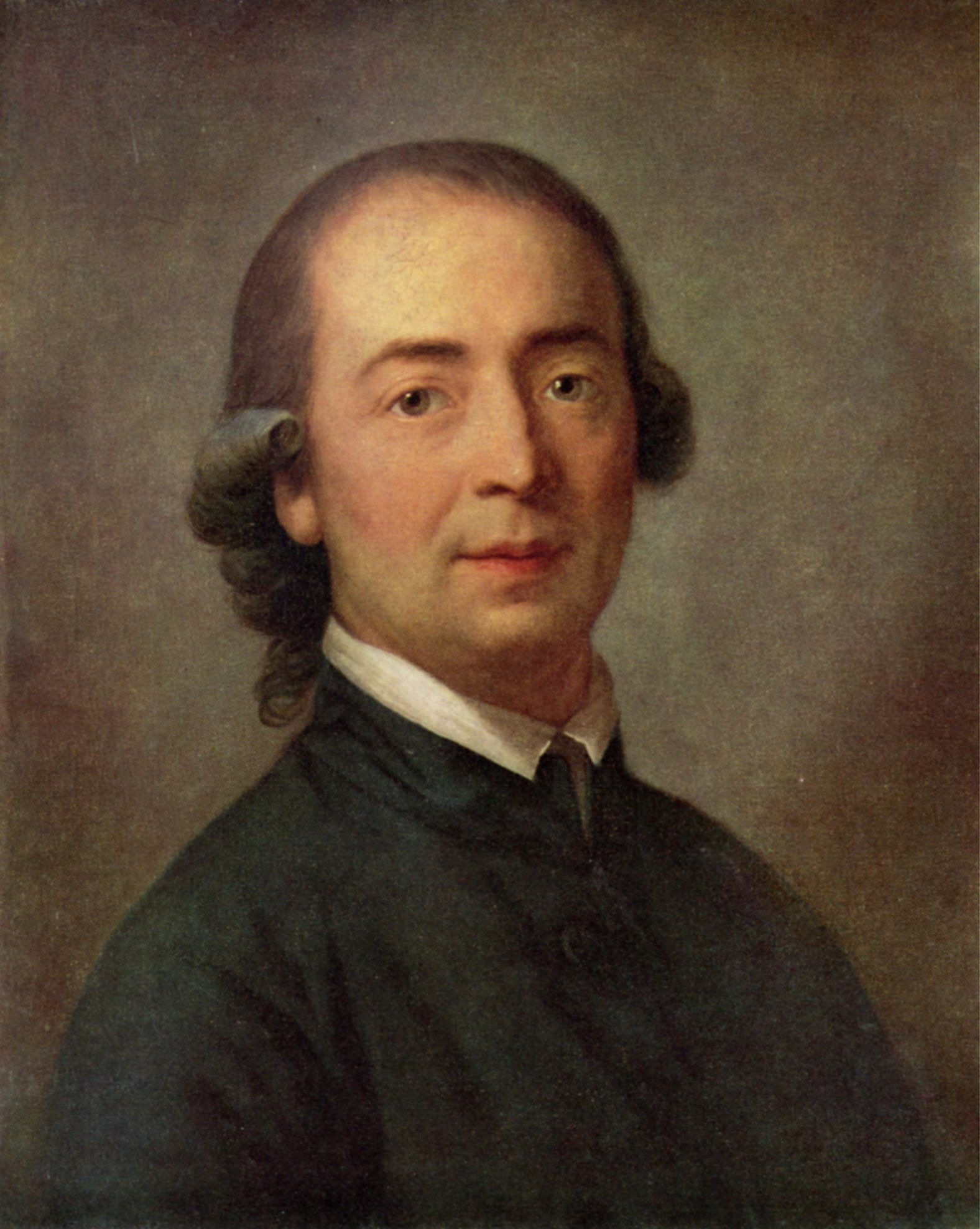
Johann Gottfried Herder (* 25. srpna)

- 08. ledna – Karl Theodor von Dalberg, mohučský arcibiskup a kurfiřt († 10. ledna 1817)
- 23. ledna – Mayer Amschel Rothschild, německý židovský bankéř a podnikatel († 19. září 1812)
- 20. února – Juraj Sklenár, slovenský historik († 31. ledna 1790)
- 23. února – Jan van Os, nizozemský malíř († 7. února 1808)
- 24. února – Fjodor Fjodorovič Ušakov, ruský admirál († 14. října 1817)
- 27. března – Alexej Ivanovič Musin-Puškin, ruský šlechtic, historik a sběratel umění († 13. února 1817)
- 23. dubna – Šarlota Amálie Šlesvicko-Holštýnsko-Sonderbursko-Plönská, členka vedlejší větve dánské královské rodiny († 11. října 1770)
- 29. dubna – Norbert Schreier, slovenský teolog, filozof a hebraista († 26. října 1811)
- 19. května – Šarlota Meklenbursko-Střelická, manželka britského krále Jiřího III. († 17. listopadu 1818)
- 22. května – Juan Francisco Bodega y Quadra, španělský námořní důstojník a objevitel († 26. března 1794)
- 22. června – Johann Christian Polycarp Erxleben, německý přírodovědec († 19. srpna 1777)
- 17. července – Elbridge Gerry, viceprezident USA († 23. listopadu 1814)
- 01. srpna – Jean Baptiste Lamarck, francouzský přírodovědec († 28. prosince 1829)
- 16. srpna – Pierre Méchain, francouzský astronom († 20. září 1804)
- 25. srpna – Johann Gottfried Herder, německý spisovatel a filozof († 18. prosince 1803)
- 25. září – Fridrich Vilém II., pruský král († 16. listopadu 1797)
- 28. října – William Hodges, anglický malíř († 6. března 1797)
- 11. listopadu – Abigail Adamsová, manželka amerického prezidenta Johna Adamse († 28. října 1818)

## Úmrtí
Česko
- 15. února – František Václav Míča, český hudební skladatel a kapelník, (* 5. září 1694)
- 14. prosince – Jan Jiří Schauberger, moravský sochař, štukatér a malíř (* 1700)

Svět
- 23. ledna – Giambattista Vico, italský filozof, historik a právník (* 1668)
- 26. ledna – Ludwig Andreas von Khevenhüller, rakouský polní maršál (* 30. listopadu 1683)
- 11. února – Tommaso Bernardo Gaffi, italský varhaník a hudební skladatel (* 4. prosince 1667)
- 5. dubna – Marie Krescencie Höss, bavorská řeholnice a mystička, katolická světice (* 20. října 1682)
- 11. dubna – Antioch Dmitrijevič Kantemir, ruský básník rumunského původu (* 21. září 1708)
- 25. dubna – Anders Celsius, švédský astronom a fyzik (* 27. listopadu 1701)
- 26. dubna – Domenico Natale Sarro, italský hudební skladatel (* 24. prosince 1679)
- 4. května – Marie Alžběta z Lichtenštejna, knížecí princezna (* 8. května 1683)
- 30. května – Alexander Pope, anglický básník, satirik a překladatel (* 1688)
- 29. června – André Campra, francouzský skladatel a dirigent (* 4. prosince 1660)
- 31. října – Leonardo Leo, italský skladatel operní a chrámové hudby, představitel neapolské operní školy (* 5. srpna 1694)
- 16. prosince – Marie Anna Habsburská, rakouská arcivévodkyně (* 18. září 1718)
- 23. prosince – Alžběta Charlotta Orleánská, vévodkyně lotrinská (* 13. září 1676)

## Hlavy států
- Francie – Ludvík XV. (1715–1774)
- Habsburská monarchie – Marie Terezie (1740–1780)
- Osmanská říše – Mahmud I. (1730–1754)
- Polsko – August III. (1734–1763)
- Portugalsko – Jan V. (1706–1750)
- Prusko – Fridrich II. (1740–1786)
- Rusko – Alžběta Petrovna (1741–1762)
- Španělsko – Filip V. (1724–1746)
- Švédsko – Frederik I. (1720–1751)
- Velká Británie – Jiří II. (1727–1760)
- Svatá říše římská – Karel VII. (1742–1745)
- Papež – Benedikt XIV. (1740–1758)
- Japonsko – Sakuramači (1735–1747)
- Perská říše – Nádir Šáh